# Severance, Kansas
Severance är en ort i Doniphan County i Kansas. Vid 2010 års folkräkning hade Severance 94 invånare.